# Lægen (film)
|  | Denne artikel er oprettet af botten PalnaBot ud fra en ekstern database. Den kan derfor have sproglige fejl eller mangler. Denne skabelon kan fjernes efter kontrol af indholdet. |

Lægen er en film fra 1918 instrueret af Fritz Magnussen efter manuskript af Fritz Magnussen.